# 511 v. Chr.
Portal Geschichte | Portal Biografien | Aktuelle Ereignisse | Jahreskalender | Tagesartikel

◄ |
7. Jahrhundert v. Chr. |
6. Jahrhundert v. Chr. |
5. Jahrhundert v. Chr. |
►

◄ | 530er v. Chr. | 520er v. Chr. | 510er v. Chr. | 500er v. Chr. |
490er v. Chr. |
►

◄◄ | ◄ | 514 v. Chr. | 513 v. Chr. | 512 v. Chr. | 511 v. Chr. |
510 v. Chr. |
509 v. Chr. |
508 v. Chr. |
► |
►►

## Ereignisse
- um 511 v. Chr.: Der Tragödiendichter Phrynichos feiert seinen ersten dramatischen Sieg.